# Fomitopsis zuluensis
Fomitopsis zuluensis är en svampart som först beskrevs av Elsie Maud Wakefield, och fick sitt nu gällande namn av Leif Ryvarden 1972. Fomitopsis zuluensis ingår i släktet Fomitopsis och familjen Fomitopsidaceae.   Inga underarter finns listade i Catalogue of Life.